# Louis Leyn
Louis Leyn (Rumbeke, 10 augustus 1829 – Rumbeke, 3 oktober 1910) was een Belgisch politicus. Hij was schepen van Rumbeke van 1882 tot 1910. Hij is vooral bekend als financier van de kerk en school op de wijk Beitem.

## Levensloop
Louis Leyn was de zoon van schoenmaker Eugenius Leyn uit Roeselare en Theresia Declercq, de dochter van de vroegere baljuw van Rumbeke. Hij volgde zijn studies in het Klein Seminarie te Roeselare en kwam nadien in de zaak van zijn vader terecht, die ondertussen een lijnwaadfabriek had uitgebouwd. In 1852 werd hij secretaris van het pas opgerichte Sint-Vincentiusgenootschap. Ook in andere Rumbeekse verenigingen was hij actief. In 1866 werd hij kassier van de heropgerichte muziekvereniging Sint-Cecilia en voorzitter van het letterkundig genootschap ‘De Verenigde Vrienden’. Dat laatste zou hij tot aan zijn dood blijven. 

## Beitem
Louis Leyn was vooral in Beitem actief. De kerk van Beitem was met private middelen opgericht en zag tegen een gigantische schuldenberg op. Na het overlijden van de oprichter zorgde Louis Leyn, toen al schepen in Rumbeke, ervoor dat de kerk failliet verklaard werd. Bij de openbare verkoop van de kerk in 1888 kocht hij het gebouw en later ook het meeste kerkmeubilair. In 1889 bemiddelde hij bij het bisdom en het ministerie om van Beitem een aparte parochie te maken, wat uiteindelijk zou lukken. De erkenning als parochie was nodig om door de gemeente ondersteund te kunnen worden. In 1890 schonk Louis Leyn het kerkgebouw aan de nieuwe kerkfabriek van de Sint-Godelieveparochie. Leyn zou ook een brandraam aan de kerk schenken met de beeltenis van zijn naamheilige, de H. Ludovicus. 
In het kader van de schoolstrijd schoot Leyn geld voor aan de zusters in Beitem, die hiermee grond kochten en de Sint-Lodewijksschool oprichten. De school werd eveneens naar hem genoemd. In 1893 liet hij op eigen kosten de schoollokalen in het moederklooster te Rumbeke afbreken en op de hoek van de Rumbeeksesteenweg met de Kloosterstraat herbouwen. 

## Schepen van Rumbeke
Louis Leyn was lange tijd niet actief op politiek gebied. In 1882 werd hij gevraagd om de overleden eerste schepen Ivo Rommel, die 52 jaar schepen was geweest, te vervangen. Er werd een speciale verkiezing gehouden om Leyn in de gemeenteraad te krijgen. Hij was overigens de enige kandidaat. Hij zou schepen blijven tot aan zijn dood, 28 jaar later. Louis Leyn was vooral met openbare werken bezig. Hij voerde de onderhandelingen voor de gemeente bij de aanleg van de steenweg tussen Roeselare en Moorsele. Een van zijn andere verwezenlijkingen was de verbetering van de landbouwwegen. In het kader van een nationaal programma liet hij bijna alle aardewegen tot grintwegen omvormen. Hij aarzelde niet om hiervoor de belastingen te verhogen. Er kwamen rooilijnplannen voor nieuwe straten zoals de Mandellaan, Sint-Rochusstraat, Sint-Blasiusstraat, Guido Gezellelaan, … Hij liet ook het voormalige huis van de in 1903 overleden burgemeester Vandekerckhove kopen om er het gemeentehuis in onder te brengen. 

## Na zijn overlijden
Op 3 oktober 1910 overleed hij aan de gevolgen van geelzucht. Op zijn wens werd hij zonder lijkrede en zerk met de eerste koordienst begraven. Bij testament maakte hij al zijn eigendommen over aan het klooster van de Zusters van de Heilige Vincentius a Paulo te Rumbeke.
Kort na zijn overlijden werd een straat nabij dat klooster naar hem de 'Louis Leynstraat' genoemd.